# Gare de Sarnia
La  gare de Sarnia à Sarnia, en Ontario, est desservie par Via Rail Canada. Elle est le terminus de la ligne vers Toronto. Pour continuer la route vers Chicago, il faut traverser à Port Huron, au Michigan et prendre le Blue Water.